# Ceolwulf de Northúmbria
Ceolwulf fou rei de Northúmbria del 729 al 737, llevat d'un breu període en què va ser deposat l'any 731 o 732. Ceolwulf va abdicar per ingressar en el monestir de Lindisfarne, on va morir. Beda va ser conseller seu i li va dedicar la seva obra històrica. És venerat com a sant el 15 de gener.

## Biografia
Ceowulf va néixer vers el 695 a Northúmbria. Segons la Crònica anglosaxona els seus ancestres eren: "Ceolwulf fill de Cutha, Cutha fill de Cuthwin, Cuthwin fill de Leoldwald, Leoldwald fill d'Egwald, Egwald fill d'Aldhelm, Aldhelm fill d'Ocga, Ocga fill d'Ida, Ida fill d'Eoppa." El germà de Ceolwulf, Coenred, va ser rei l'any 716. Coenred va governar durant dos anys però després, Osric fill d'Aldfrith, l'anterior governant va reclamar el tron i va governar durant deu anys. El 729, poc abans de la seva mort, Osric va nomenar Ceolwulf com a successor.
Ceolwulf era un home religiós i prudent, que consultava Beda el Venerable per les decisions importants. Però Beda opinava sobre ell que era massa insegur i, encara que lloava la seva pietat, va expressar els seus dubtes sobre la seva capacitat per governar. Ceolwulf estava més interessat pels temes espirituals i potser mancava d'habilitats per portar els afers d'estat. Beda li va dedicar la Historia ecclesiastica gentis Anglorum l'any 731. Aquell mateix any Ceolwulf va ser deposat durant un bru temps durant la tardor, però ràpidament va ser restaurat en el tron. Es desconeixen els detalls d'aquest episodi, però després del seu retorn va destituir del seu càrrec al bisbe Acca d'Hexham, cosa que fa pensar que va estar implicat en el cop d'estat o bé que va donar suport als seus oponents.
S'ha suggerit que potser Ceolwulf va passar una temporada a Irlanda, estudiant o preparant-se per a ser monjo. Com a rei va enriquir el monestir de Lindisfarne amb moltes donacions. Va obtenir una dispensa especial perquè els monjos d'aquest monestir poguessin consumir cervesa i vi, cosa que no es permetia segons el culte celta que era el que s'havia establert a la fundació d'aquest monestir.
El 737 Ceolwulf va abdicar a favor del seu cosí Eadberht, i es va retirar a Lindisfarne. Va morir l'hivern del 764–765 i més tard va ser canonitzat. El 15 de gener li està dedicat en el calendari canònic.